# Triple Crossed
Triple Crossed je americký hraný film z roku 2013, který režíroval Sean Paul Lockhart. Film pojednává o válečném veteránovi, který je najat, aby zabil muže, do kterého se však zamiluje. 

## Děj
Chris Jensen je válečný veterán z Afghánistánu, který je bez prostředků a bez práce. Jackie Townsendová mu původně nabídne práci bezpečnostního experta v rodinné firmě. Ve skutečnosti však chce, aby zabil Andrewa Warnera. Andrew byl milencem jejího nevlastního bratra Tylera, který zahynul v Afghánistánu. Andrew odkázal Tylerovi svůj majetek, který zahrnuje i 51% podíl v rodinné firmě. Chris s nabídkou souhlasí. Seznámí se s Andrewem a začnou spolu trávit volný čas. Zakrátko se do sebe zamilují. Jackie to však zjistí. Chris ji přesvědčí, že je to součást jeho plánu. Naopak s Andrewem předstírají, že ho Chris shodil ze skály v horách. Chris dostane od Jackie půl miliónu dolarů a s Andrewem odjíždějí z města. Jackie však jejich lest prohlédne a rozhodne se je zastavit.

## Obsazení
| Ashley Ahn            | Bartender          |
| Jack Brockett         | Chris              |
| Matthew Campbell      | Tanner             |
| Addison Graham        | Tyler              |
| Tellier Killaby       | Kendra             |
| Sean Paul Lockhart    | Andrew             |
| Ryan Massey           | Derek              |
| Steven Tylor O'Connor | drogový dealer     |
| Laura Reilly          | Jackie Townsendová |